# Хёсден-Золдер
Хёсден-Золдер (нидерл.  Heusden-Zolder) — город в бельгийской провинции Лимбург, на востоке северной части Бельгии — Фландрии.
В городе находится автогоночная трасса «Золдер». С 1973 по 1984 год на ней проводился Гран-при Бельгии Формулы-1.
Дважды принимал Чемпионат мира по шоссейному велоспорту — 10 августа 1965 года и с 8 по 13 октября 2002 года.

## Города побратимы
- Бад-Арользен (Германия)
- Брилон (Германия)
- Эден (Франция)
- Эрдек (Турция)
- Сент-Юбер (Бельгия)